# Vierge à l'Enfant (Donatello, Louvre)
La Vierge à l'Enfant de Donatello est une œuvre en terre cuite polychrome (102 cm x 74 cm), exposée dans le Département des Sculptures du Musée du Louvre à Paris; elle est datée de 1440 environ.

## Description et style
L'état de conservation de l'œuvre est très bonne et la qualité artistique très élevée, ce qui suggère une intervention directe du maître florentin. La Vierge, assise sur un siège doré, tient l'Enfant sur ses genoux, vêtu seulement d'une petite tunique qui lui découvre le nombril. La prise en main est ferme, et équilibre le mouvement de l'enfant vers la gauche, où celui ci semble chercher quelque chose. Malgré l'absence de contact visuel entre la Mère et l'Enfant, la scène évoque un remarquable sens de l'intimité, exprimé par la douceur de l'étreinte.
Le plus remarquable est la représentation des tissus, souvent liés à l'or et décorés avec de minces reliefs. Le fond d'or, de goût classique, est ici justifié par un rideau, et met en valeur la délicate blancheur de la chair.